# Cadrete
Cadrete é um município da Espanha na província de Saragoça, comunidade autónoma de Aragão. Tem 11,67 km² de área e em 2021 tinha 4 334 habitantes (densidade: 371,4 hab./km²).

## Demografia
| Variação demográfica do município entre 1991 e 2004 | Variação demográfica do município entre 1991 e 2004 | Variação demográfica do município entre 1991 e 2004 | Variação demográfica do município entre 1991 e 2004 |
| --------------------------------------------------- | --------------------------------------------------- | --------------------------------------------------- | --------------------------------------------------- |
| 1991                                                | 1996                                                | 2001                                                | 2004                                                |
| 917                                                 | 1243                                                | 1784                                                | 2115                                                |